# 福音館古典童話シリーズ
福音館古典童話シリーズ（ふくいんかんこてんどうわシリーズ）は、1967年から始まった福音館書店による日本の児童文学叢書。

## 概要
日本国外から選んだ古典作品の全訳、原書の初版本の挿絵の復刻などを基本方針としている。装幀は辻村益朗、判型はA5変形版（21×17cm）、函入り。

## 主なラインナップ
1. ジュール・ヴェルヌ　『二年間の休暇』　朝倉剛訳、太田大八画、1968年。
2. ジーン・ウェブスター　『あしながおじさん』　坪井郁美訳、1970年。
3. カルロ・コッローディ　『ピノッキオのぼうけん』　安藤美紀夫訳、臼井都画、1970年。
4. ルイス・キャロル　『ふしぎの国のアリス』　生野幸吉訳、ジョン・テニエル画、1971年。
5. ジェームス・マシュー・バリー　『ピーター・パンとウェンディ』　石井桃子訳、F・D・ベッドフォード（英語版）画、1972年。
6. ウィリアム・ハドソン　『夢を追う子』　西田実訳、駒井哲郎画、1972年。
7. ジョン・メイスフィールド　『ニワトリ号一番のり』　木島平治郎訳、寺島龍一画、1967年。
8. シドニー・ラニア（英語版）編　『アーサー王と円卓の騎士』　石井正之助訳、N・C・ワイエス画、1972年。
9. ルイス・キャロル　『鏡の国のアリス』　生野幸吉訳、ジョン・テニエル画、1972年。
10. ロバート・ルイス・スティーヴンソン　『さらわれたデービッド』　坂井晴彦訳、寺島龍一画、1972年。
11. ジュール・ヴェルヌ　『海底二万海里』　清水正和訳、アルフォンス・ド・ヌヴィル画[1]、1973年。
12. イーディス・ネズビット　『宝さがしの子どもたち』　吉田新一訳、スーザン・アインツィヒ（英語版）画、1974年。
13. ヨハンナ・シュピリ　『ハイジ』　矢川澄子訳、パウル・ハイ画、1974年。
14. ダニエル・デフォー　『ロビンソン・クルーソー』　坂井晴彦訳、ベルナール・ピカール画、1975年。
15. 呉承恩　『西遊記』（上）　君島久子訳、瀬川康男画、1975年。
16. 呉承恩　『西遊記』（下）　君島久子訳、瀬川康男画、1976年。
17. マーク・トウェイン　『トム・ソーヤーの冒険』　大塚勇三訳、八島太郎画、1975年。
18. ロバート・ルイス・スティーヴンソン　『宝島』　坂井晴彦訳、寺島龍一画、1976年。
19. アレクサンドル・デュマ・ペール　『三銃士』（上）　朝倉剛訳、フランソワ・E・ツィエール（英語版）画、1977年。
20. アレクサンドル・デュマ・ペール　『三銃士』（下）　朝倉剛訳、フランソワ・E・ツィエール画、1978年。
21. ジュール・ヴェルヌ　『神秘の島』（上）　清水正和訳、ジュール・フェラ画、1978年。
22. ジュール・ヴェルヌ　『神秘の島』（下）　清水正和訳、ジュール・フェラ画、1978年。
23. ラドヤード・キップリング　『ジャングル・ブック』　木島始訳、石川勇画、1979年。
24. フランシス・ホジソン・バーネット　『秘密の花園』　猪熊葉子訳、堀内誠一画、1979年。
25. ルイーザ・メイ・オルコット　『若草物語』　矢川澄子訳、ターシャ・チューダー画、1985年。
26. ジョナサン・スウィフト　『ガリヴァー旅行記』　坂井晴彦訳、チャールズ・E・ブロック画、1988年。
27. レフ・トルストイ　『トルストイの民話』　藤沼貴訳、B・ディオードロフ画、1989年。
28. ライマン・フランク・ボーム　『オズの魔法使い』　渡辺茂男訳、ウィリアム・W・デンスロウ画、1990年。
29. イーディス・ネズビット　『砂の妖精』　石井桃子訳、H・R・ミラー画、1991年。
30. ジェイムズ・フェニモア・クーパー　『モヒカン族の最後』　足立康訳、N・C・ワイエス画、1993年。
31. ヴィクトル・ユーゴー　『レ・ミゼラブル』（上）　清水正和編訳、G・ブリヨン（英語版）他画[2]、1996年。
32. ヴィクトル・ユーゴー　『レ・ミゼラブル』（下）　清水正和編訳、G・ブリヨン他画[2]、1996年。
33. ケイト・D・ウィギン、ノラ・A・スミス（英語版）編　『アラビアン・ナイト』　坂井晴彦訳、W・ハーヴェイ（英語版）他画、1997年。
34. マーク・トウェイン　『ハックルベリー・フィンの冒険』（上）　大塚勇三訳、E・W・ケンブル画、1997年。
35. マーク・トウェイン　『ハックルベリー・フィンの冒険』（下）　大塚勇三訳、E・W・ケンブル画、1997年。
36. ヘンリク・シェンキェヴィチ　『クオ・ヴァディス』（上）　吉上昭三訳、津田櫓冬画、2000年。
37. ヘンリク・シェンキェヴィチ　『クオ・ヴァディス』（下）　吉上昭三訳、津田櫓冬画、2000年。
38. ヴィルヘルム・ハウフ　『冷たい心臓－ハウフ童話集』　乾侑美子訳、T・ヴェーバー他画、2001年。
39. セルマ・ラーゲルレーヴ　『ニルスのふしぎな旅』（上）　菱木晃子訳、ベッティール・リーベック画、2007年。
40. セルマ・ラーゲルレーヴ　『ニルスのふしぎな旅』（下）　菱木晃子訳、ベッティール・リーベック画、2007年。
41. フランシス・ホジソン・バーネット　『小公女』　高楼方子訳、エセル・フランクリン・ベッツ（英語版）画、2011年。
42. レオポルド・ショヴォー編　『狐物語』　山脇百合子訳、レオポルド・ショヴォー画、2015年。
43. フェーリクス・ザルテン　『バンビ 森に生きる』　酒寄進一訳、ハンス・ベルトレ画、2021年。